# 小叶三点金
小叶三点金（学名：Leptodesmia microphylla），又名小叶山蚂蝗、小叶山绿豆、斑鸠窝、碎米柴、辫子草、爬地香、哮灵草，为豆科细蚂蝗属下的一种平臥草本植物。曾被归类于近缘的山蚂蝗属（Desmodium）。
其种加词microphylla，意为“小叶的”。

## 用途

### 藥用
中醫上有止咳平喘、解毒消肿、健脾利湿的功效，外用可治毒蛇咬傷。